# مدرسة طب شيكاغو ستيرتش في جامعة ليولا
مدرسة طب شيكاغو ستيرتش في جامعة ليولا (بالإنجليزية: Loyola University Chicago Stritch School of Medicine)‏ هي إحدى الكليات لتدريس الطب في الولايات المتحدة الأمريكية. تقع في مدينة شيكاغو في ولاية إلينوي الأمريكية. نوع الشهادة الطبية التي يتم تحصيلها هناك هي دكتور في الطب.